# Venusberg (Erzgebirge)
Venusberg este o comună din landul Saxonia, Germania.